# Herb powiatu kaliskiego

Herb powiatu kaliskiego

Herb powiatu kaliskiego – jeden z symboli powiatu kaliskiego, którego obecna wersja, autorstwa Aleksandra Bąka, została ustanowiona 23 marca 2024.

## Wygląd i symbolika
Herb przedstawia na tarczy w polu szachowanym czerwono-srebrnym, czarną głowę tura w złotej koronie i ze złotym kolcem w nozdrzach. Jest to historyczny symbol województwa kaliskiego.